# Niwiska
Niwiska è un comune rurale polacco del distretto di Kolbuszowa, nel voivodato della Precarpazia.
Ricopre una superficie di 95,192 km² e nel 2005 contava 5 927 abitanti.